# Гірськолижний спорт на зимових Олімпійських іграх 1988
Змагання з гірськолижного спорту на зимових Олімпійських іграх 1988 в Калгарі проходили з 15 по 27 лютого на лижному курорті Накіска.  

## Підсумки

### Таблиця медалей
| Місце | Країна            | Золото | Срібло | Бронза | Загалом |
| ----- | ----------------- | ------ | ------ | ------ | ------- |
| 1     | Швейцарія (SUI)   | 3      | 4      | 4      | 11      |
| 2     | Австрія (AUT)     | 3      | 3      | 0      | 6       |
| 3     | Італія (ITA)      | 2      | 0      | 0      | 2       |
| 4     | ФРН (FRG)         | 1      | 2      | 1      | 4       |
| 5     | Франція (FRA)     | 1      | 0      | 1      | 2       |
| 6     | Канада (CAN)      | 0      | 0      | 2      | 2       |
| 7     | Ліхтенштейн (LIE) | 0      | 0      | 1      | 1       |
| 7     | Швеція (SWE)      | 0      | 0      | 1      | 1       |
| 7     | Югославія (YUG)   | 0      | 0      | 1      | 1       |

### Чемпіони та медалісти
| Дисципліна                   | Золото                          | Срібло                               | Бронза                               |
| Чоловіки: швидкісний спуск   | Пірмін Цурбрігген · Швейцарія   | Петер Мюллер · Швейцарія             | Франк Піккар · Франція               |
| Чоловіки: супергігант        | Франк Піккар · Франція          | Гельмут Маєр · Австрія               | Ларс-Бер'є Ерікссон · Швеція         |
| Чоловіки: гігантський слалом | Альберто Томба · Італія         | Губерт Штрольц · Австрія             | Пірмін Цурбрігген · Швейцарія        |
| Чоловіки: слалом             | Альберто Томба · Італія         | Франк Верндль · Західна Німеччина    | Пауль Фроммельт · Ліхтенштейн        |
| Чоловіки: комбінація         | Губерт Штрольц · Австрія        | Бернгард Гштрайн · Австрія           | Пауль Аккола · Швейцарія             |
| Жінки: швидкісний спуск      | Марина Кіль · Західна Німеччина | Бригіта Ертль · Швейцарія            | Карен Персі · Канада                 |
| Жінки: супергігант           | Зігрід Вольф · Австрія          | Мікела Фіджіні · Швейцарія           | Карен Персі · Канада                 |
| Жінки: гігантський слалом    | Френі Шнайдер · Швейцарія       | Кріста Кінсгофер · Західна Німеччина | Марія Валлізер · Швейцарія           |
| Жінки: слалом                | Френі Шнайдер · Швейцарія       | Матея Свет · Югославія               | Кріста Кінсгофер · Західна Німеччина |
| Жінки: комбінація            | Аніта Вахтер · Австрія          | Бригіта Ертль · Швейцарія            | Марія Валлізер · Швейцарія           |